# Aston, Berkshire
Aston är en by nära Berkshirestranden av Themsen öster om Remenham och Henley-on-Thames.
Astons pub heter The Flower Pot Hotel och har en samling uppstoppade sötvattenfiskar fångade i Themsen.